# ツインパルック蛍光灯
ツインパルック蛍光灯（英: "Twin PA-LOOK" fluorescent lamp）は、パナソニックライティングデバイスが製造する高周波点灯専用二重環形蛍光灯 （FHD）である。単に「ツインパルック（英: Twin PA-LOOK）」とも呼ばれる。

## 概要
日本では、エネルギーの使用の合理化等に関する法律（省エネ法）の改正により、蛍光灯照明分野で厳しい規制値が設けられることが見込まれ、その達成に向けた開発が盛んに行われるようになった。蛍光体の効率改善、高周波点灯専用形への特化、器具内での実使用に適化した水銀蒸気圧制御による温度特性の高温側への移行などがその主な内容である。また、高齢化率の上昇により、照明器具への高照度要求は高まる傾向にあった。松下電器産業は、1996年（平成8年）にコンパクト・高効率で高い省エネルギー性を実現する、世界で初となる二重環形蛍光灯（FHD）を開発し、翌1997年（平成9年）に「ツインパルック蛍光灯」の呼称で発売した。
二重環形蛍光灯（FHD）は、日本国の環形蛍光灯史で、省電力形蛍光灯（FCL）と平面二重螺旋形蛍光灯（FHSC）の間に入る第三世代製品である。
蛍光灯は、発光管（放電路）が長いほど明るく、高出力となる。しかし、長い発光管を環形に曲げると、直径が大きくなりすぎ実用にならない。この点を解決したのが2本管コンパクト形蛍光灯で培われたブリッジ技術で、2本の環形発光管をブリッジで接合し一本に連結することで、従来の環形蛍光灯とほぼ同じ環外径で約2倍の発光管の長さを実現した。また、蛍光灯は、発光管（放電路）が細いほど高効率となる。電子回路を用いた高周波点灯回路の登場により細管化が可能となった。これにより、「ツインパルック蛍光灯」のランプ効率は当時の環形発光管で最大となり、ほぼ同じ環外径での比較で光束は約3倍、専有面積比で約75％、質量比で約34％の省スペース化及び省資源化も図られた。なお、40形、70形及び100形の管外径と内外径との差は18mmで揃えてあり、3種を同心円上に配すことができるよう設計されている。発売当初の定格寿命は9,000時間だったが徐々に伸び、2016年（平成28年）6月発売の製品から20,000時間となった。
また、松下電工株式会社が販売する二重環形蛍光灯専用住宅用照明器具「ツインPa」シリーズは、1997年（平成9年）より発売を始め、2007年（平成19年）には累計販売台数1,000万台を突破している。

## 他社における類似製品

### 日立製作所
日立製作所は、1997年（平成9年）7月に高周波点灯専用二重環形蛍光灯（FHD）を「ペアルミック」の商品名で発売した。「ペアルミック」はツインパルック蛍光灯と互換性があり、40形、70形、85形及び100形の4種があった。
2011年（平成23年）には、独自開発の多重環形蛍光灯（FHMC）を「マルチリング」の呼称で発売した。130形は四重環、90形及び72形は三重環である。多重環形蛍光灯（FHMC）は、二重環形蛍光灯（FHD）と同じ明るさで消費電力を約17％削減している。

### 東芝ライテック
東芝ライテックは、2004年（平成16年）9月28日に高周波点灯専用二重角形蛍光灯（FHW）を「ネオスリムZスクエア II」の名称で発表した。73形は2004年（平成16年）10月20日に、103形は2005年（平成17年）2月1日に発売する。「ネオスリムZスクエア II」は、2004年（平成16年）5月13日に発表した高周波点灯専用角形蛍光灯（FHG）の「ネオスリムZスクエア」を発展させ、2本の発光管（放電路）をブリッジ接合で二重角形構造とした。「ネオスリムZスクエア II」103形の全光束は、「ツインパルック蛍光灯」97形を上回る11,000lmを実現した。

## 脚註

### 註釈
1. ↑  パナソニックグループの蛍光灯製造販売事業は、グループ再編などにより2008年（平成20年）9月30日までは松下電器産業株式会社が、翌10月1日からはパナソニック株式会社が、2014年（平成26年）4月1日からはパナソニックライティングデバイス株式会社が担っている[1]。なお、パナソニックライティングデバイス株式会社の正式な商号には、パナソニックとライティングデバイスの間にアキは入らない[2]
2. ↑  パナソニックグループの住宅用照明器具製造販売事業は、グループ再編などにより2008年（平成20年）9月30日までは松下電工が、翌10月1日からは社名を変更したパナソニック電工が担ったが、2012年（平成24年）1月1日に同社はパナソニック株式会社に吸収合併された[18][19]。